# Ceylon ai Giochi della XVI Olimpiade
Ceylon ha partecipato ai Giochi della XVI Olimpiade che si sono svolti a Melbourne dal 22 novembre all'8 dicembre 1956 
con una delegazione di 3 atleti impegnati in 2 discipline,
senza aggiudicarsi medaglie.